# Simon Harris
Simon Harris (n. 17 octombrie 1986, Greystones⁠(d), Leinster⁠(d), Irlanda) este un politician irlandez, membru al partidului Fine Gael, care ocupă din ianuarie 2025 funcțiile de tánaiste (vicepremier), ministru al Afacerilor Externe și Comerțului, precum și ministru al Apărării. Anterior, a fost taoiseach (prim-ministru) între 2024 și 2025. Este lider al partidului Fine Gael din 2024 și deputat (Teachta Dála, TD) pentru circumscripția Wicklow din 2011. Membru al guvernului din 2016, a fost anterior ministru de stat între 2014 și 2016.
Născut la Greystones⁠(d), Harris s-a implicat în politică încă din adolescență, militând pentru drepturile copiilor cu autism și tulburare de deficit de atenție. A fost ales în Consiliul comitatului Wicklow la alegerile locale din 2009. A fost ales în Dáil Éireann la alegerile generale din 2011, devenind „copilul Dáilului” la vârsta de 24 de ani, și a fost numit ministru de stat în cadrul Departamentului de Finanțe în 2014. După formarea unui guvern minoritar Fine Gael în 2016, a fost numit ministru al Sănătății. La formarea guvernului de coaliție din 2020, a fost numit ministru al Învățământului Superior, Cercetării, Inovării și Științei. Între decembrie 2022 și iunie 2023, a ocupat și funcția de ministru al Justiției, în perioada concediului de maternitate al colegei de cabinet Helen McEntee.
După demisia lui Leo Varadkar în martie 2024, Harris a fost singurul candidat în alegerile pentru conducerea Fine Gael. A fost învestit taoiseach pe 9 aprilie 2024, la vârsta de 37 de ani, devenind cel mai tânăr deținător al acestei funcții din istoria statului. Datorită utilizării intense a rețelelor sociale, a fost supranumit „TikTok Taoiseach”.

## Biografie
Simon Harris s-a născut în Greystones⁠(d), comitatul Wicklow, în 1986. Este cel mai mare dintre cei trei copii ai lui Bart, taximetrist, și ai lui Mary Harris, asistentă pentru copii cu nevoi speciale și educatoare Montessori. Sora sa s-a născut chiar în ziua în care el a împlinit trei ani, iar fratele său este cu opt ani mai mic. Un unchi al său a fost consilier Fine Gael în Dún Laoghaire⁠(d).
Harris a urmat cursurile liceului St David's Holy Faith Secondary School din Greystones, unde a fost activ în cercul de teatru și a fost desemnat head boy (elev reprezentativ al școlii). La vârsta de 13 ani a scris o piesă de teatru. A intrat pentru prima oară în contact cu politica locală la vârsta de 15 ani, când a fondat North Wicklow Triple A Alliance pentru a sprijini familiile copiilor cu autism și tulburare de deficit de atenție. Ca elev de gimnaziu (Junior Certificate), a făcut lobby pe lângă politicieni pentru a obține condiții mai bune de integrare a acestor copii în învățământul de masă.
La început, Harris a fost membru Fianna Fáil și a făcut campanie pentru Dick Roche la alegerile generale din 2002, dar ulterior a fost convins de Enda Kenny⁠(d) să adere la Fine Gael. A fost ales în comitetul executiv național al organizației de tineret Young Fine Gael în 2003.
A început studii de evaluare imobiliară (Valuation Surveying / Property Economics) în 2004–2005, apoi s-a transferat la jurnalism și limba franceză în cadrul Dublin Institute of Technology. A abandonat studiile în anul universitar 2005–2006 pentru a-și urma cariera politică.

## Cariera politică timpurie
Simon Harris a început să lucreze în 2008 ca asistent parlamentar al viitoarei sale colege de cabinet Frances Fitzgerald, pe atunci membră a Seanad Éireann. La alegerile locale din 2009, a fost ales în Consiliul Comitatului Wicklow cu cel mai mare procent de voturi din întreaga țară pentru un consilier de comitat, precum și în Consiliul orașului Greystones.
Ca ales local, Harris a deținut mai multe funcții importante: a fost președintele Comitetului mixt de poliție al comitatului Wicklow și președintele Forumului regional de sănătate al HSE (Health Service Executive). De asemenea, a fost membru al Comitetului pentru politici strategice în domeniul locuirii și al Comitetului pentru învățământ vocațional al comitatului Wicklow.
A fost ales deputat (Teachta Dála, TD) în Dáil Éireann la alegerile generale din 2011, ocupând al treilea loc în circumscripția Wicklow. Fiind cel mai tânăr deputat din al 31-lea Dáil, a fost desemnat de Fine Gael să-l nominalizeze pe Enda Kenny⁠(d) pentru funcția de Taoiseach, ocazie cu care a rostit primul său discurs în parlament.
Harris a fost membru al Comitetului Public de Conturi (Public Accounts Committee, PAC) și al Comitetului mixt Oireachtas pentru finanțe, cheltuieli publice și reformă. A mai făcut parte și din grupul interpartinic Oireachtas pentru sănătatea mintală și a depus în iunie 2013 un proiect legislativ intitulat Mental Health (Anti-Discrimination) Bill 2013, vizând combaterea discriminării în domeniul sănătății mintale.
În 2014, Harris a candidat fără succes la alegerile pentru Parlamentul European, în circumscripția South, din partea Fine Gael.

## În guvern

### Ministru de Stat
La 15 iulie 2014, Simon Harris a fost numit ministru de stat în cadrul Departamentului de Finanțe, cu responsabilitate pentru Oficiul Lucrărilor Publice, Achiziții Publice și Bănci Internaționale.
În timpul inundațiilor severe care au afectat Irlanda în iarna 2015–2016, Harris a fost nevoit să respingă acuzațiile potrivit cărora guvernul nu ar fi cheltuit 13 milioane de euro bugetate pentru lucrări de prevenire a inundațiilor în 2015, deși reușise să obțină fonduri pentru proiecte de protecție în propria sa circumscripție.

### Ministru al Sănătății
La 6 mai 2016, Harris a fost promovat în guvern ca ministru al Sănătății. În primul său an în funcție, s-a confruntat cu amenințarea grevei a 30.000 de lucrători din domeniul sanitar și a 40.000 de asistente medicale. Aceste greve au fost ulterior anulate.
Tot în 2016, Harris a contribuit la elaborarea documentului „O greutate sănătoasă pentru Irlanda – Politică și plan de acțiune privind obezitatea 2016–2025”, care stabilea obiectivul guvernului de a îmbunătăți sănătatea populației și de a reduce nivelurile de supraponderabilitate și obezitate. El a subliniat că abordarea acestei politici a fost ghidată de cadrul guvernamental pentru „îmbunătățirea sănătății și stării de bine a Irlandei”.
În 2017, Harris a fost acuzat de „ipocrizie” în legătură cu poziția sa privind proprietatea spitalului național de maternitate de către Sisters of Charity (Surorile Carității). Controversa a dus la demisia membrilor consiliului de administrație Peter Boylan și Chris Fitzpatrick. Ulterior, congregația religioasă a renunțat la proprietatea asupra celor trei spitale afiliate: St. Vincent's University Hospital, St. Vincent's Private și St. Michael's Hospital. Harris a fost reconfirmat în funcție în iunie 2017, când Leo Varadkar l-a succedat pe Enda Kenny în funcția de Taoiseach.

### Legislația privind avortul

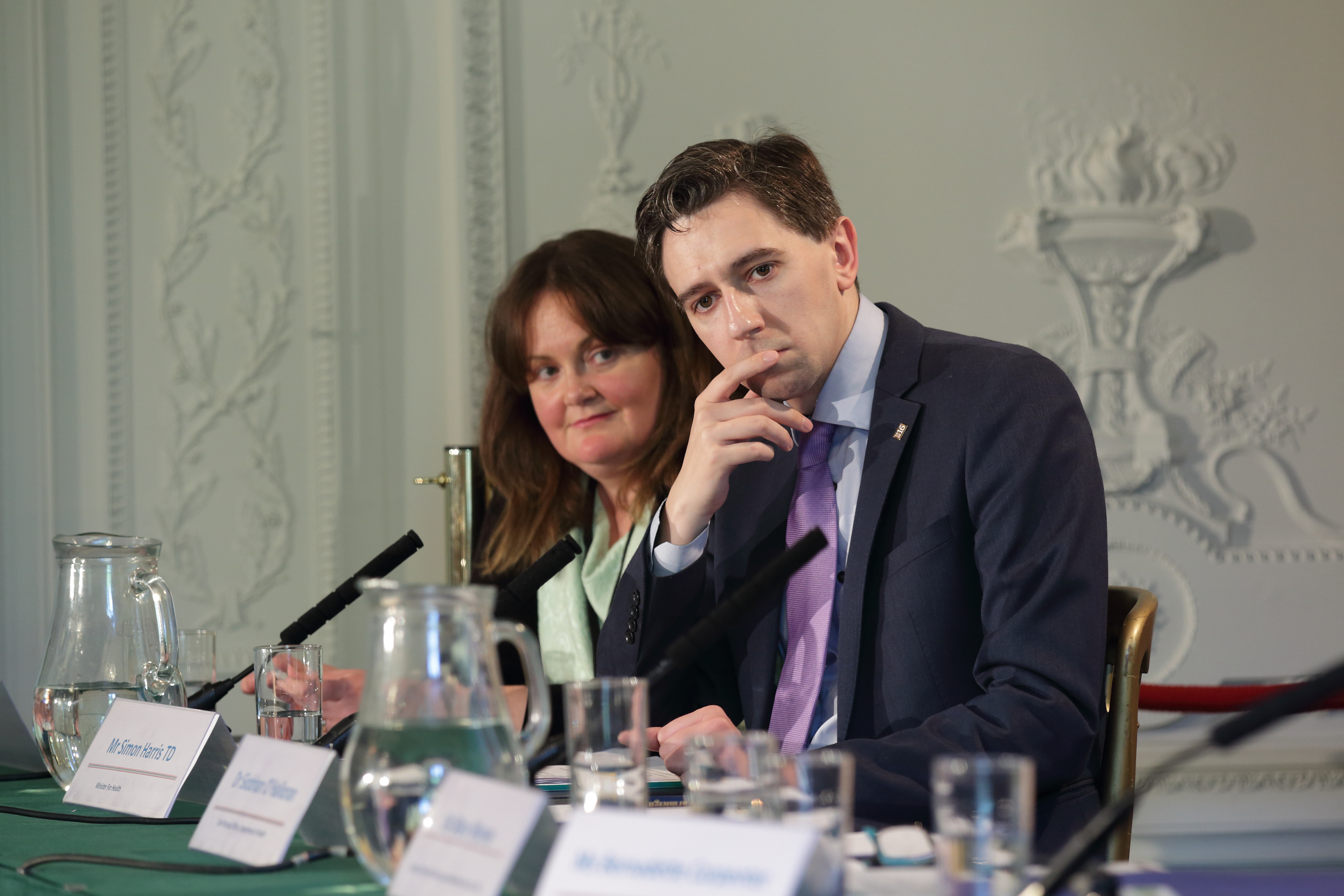
Harris, în calitate de ministru al Sănătății, la Conferința „Reafirmarea valorilor asistenței medicale și moașelor”, 2016.

Simon Harris a fost un susținător ferm al legalizării avortului în Irlanda. În calitate de ministru al Sănătății, el a avut un rol central în a 36-a modificare a Constituției Irlandei, aprobată prin referendum, care a eliminat interdicția constituțională asupra avortului. După acest referendum, Harris a introdus legea privind reglementarea întreruperii sarcinii – Health (Regulation of Termination of Pregnancy) Act 2018, care permite avortul în anumite condiții.

### Cancer de col uterin
La 26 aprilie 2018, HSE (Serviciul Executiv de Sănătate din Irlanda) a confirmat că 206 femei au dezvoltat cancer de col uterin după ce au efectuat teste de screening care, la o reevaluare ulterioară, s-au dovedit a fi potențial inexacte — odată ce femeile respective au fost diagnosticate oficial cu cancer. Problemele proveneau din limitele tehnologice ale testelor Papanicolau utilizate. Scandalul care a urmat a generat critici repetate la adresa lui Simon Harris pentru modul în care a gestionat criza.

### Intervenție în caz de imigrație
Tot în 2018, Harris a intervenit în cazul unui băiat chinez de 8 ani, născut la Dublin și amenințat cu deportarea. În urma unui apel adresat Departamentului Justiției, copilului i s-a permis să rămână în Irlanda.

### Moțiune de cenzură
La 20 februarie 2019, Harris a supraviețuit unei moțiuni de cenzură inițiate împotriva sa din cauza costurilor crescute ale construcției noului Spital Național pentru Copii, ce depășiseră 2 miliarde de euro. Moțiunea a fost respinsă cu 58 de voturi pentru și 53 împotrivă, în timp ce 37 de deputați s-au abținut.

### Legea privind protejarea sănătății publice (2020)
În contextul pandemiei de COVID-19, Harris a introdus Health (Preservation and Protection and other Emergency Measures in the Public Interest) Act 2020, o lege de urgență menită să protejeze sănătatea publică. Legea a fost adoptată la 20 martie 2020.

### Guvernul condus de Micheál Martin
La 27 iunie 2020, Harris a fost numit ministru pentru Învățământ Superior, Cercetare, Inovare și Știință, conducând un nou departament guvernamental în cadrul guvernului condus de Micheál Martin. La 4 mai 2022, a lansat politica „Funding our Future”, care propunea o finanțare sustenabilă a învățământului superior și reducerea costurilor pentru studenți și familiile acestora.
Harris a fost și directorul de campanie al Fine Gael pentru consilierul James Geoghegan, candidat în alegerile parțiale din Dublin Bay South din 2021.
După revenirea lui Leo Varadkar ca Taoiseach la 17 decembrie 2022, Harris a fost reconfirmat în funcția sa ministerială și numit, temporar, și ministru al Justiției în timpul concediului maternal al lui Helen McEntee.

## Taoiseach (2024–2025)

### Lider al Fine Gael
Leo Varadkar și-a anunțat demisia din funcția de lider al partidului Fine Gael la 20 martie 2024, declanșând alegeri interne pentru conducerea partidului. El a precizat că va demisiona și din funcția de Taoiseach imediat ce va fi ales un nou lider. Candidaturile au fost deschise la ora 10:00, pe 21 martie 2024. Până în acea după-amiază, peste jumătate dintre membrii parlamentari Fine Gael își exprimaseră sprijinul pentru Simon Harris, iar toți ceilalți miniștri din guvern anunțaseră că nu vor candida. Harris și-a confirmat intenția de a candida la conducerea partidului Fine Gael în seara de 21 martie, în cadrul emisiunii Six One News. La expirarea termenului de depunere a candidaturilor, pe 24 martie 2024, Harris era singurul candidat și a fost confirmat ca lider în cadrul unei reuniuni a partidului desfășurate în Athlone în aceeași zi. Ambele partide aflate la guvernare au indicat că doresc ca guvernul să își ducă mandatul la bun sfârșit, în ciuda schimbării liderului. Varadkar și-a depus oficial demisia din funcția de Taoiseach în fața președintelui la 8 aprilie. Dáil Éireann s-a reunit după vacanța de Paște la 9 aprilie, când Harris a fost propus pentru funcția de Taoiseach.

### Numirea în funcție
După demisia lui Varadkar din 8 aprilie, Simon Harris a fost nominalizat de Dáil ca Taoiseach pe 9 aprilie 2024, cu 88 de voturi pentru și 69 împotrivă. Președintele Michael D. Higgins i-a conferit oficial funcția de Taoiseach la scurt timp după vot, Harris devenind astfel cel mai tânăr prim-ministru din istoria statului. Acceptând nominalizarea, el i-a adus un omagiu predecesorului său și a recunoscut statutul său de cel mai tânăr deținător de funcție aleasă, promițând că va fi un „Taoiseach pentru toți”.

### Cabinetul
În aceeași seară, Harris a anunțat în Dáil componența cabinetului celui de-al 34-lea guvern; Peter Burke a fost numit ministru pentru Întreprinderi, Comerț și Ocuparea Forței de Muncă în locul lui Simon Coveney, iar Patrick O'Donovan a fost numit ministru pentru Învățământ Superior, Cercetare, Inovație și Știință, în locul lui Harris.

### Politică
Simon Harris a condamnat atacul din 2023 al Hamas asupra Israelului. Totodată, el a criticat operațiunile militare ale Israelului în Fâșia Gaza, afirmând: „Nu este vorba despre a fi pro-Israel sau pro-Palestina. Este vorba despre a susține dreptul internațional. Este vorba despre drepturile omului. Este vorba despre pace. Și cred că ceea ce se întâmplă în Gaza este de neconceput.” Harris a cerut un armistițiu în războiul din Gaza, declarând: „40.000 de morți în Gaza este o bornă de care lumea ar trebui să se rușineze. Diplomația internațională a eșuat în a proteja copii nevinovați, unii de doar câteva zile.” Irlanda a anunțat recunoașterea statului palestinian la 28 mai 2024, gest pe care Harris l-a descris ca fiind „important și istoric”.
În aprilie 2024, Harris a afirmat că Irlanda nu va oferi o „portiță” pentru problemele de imigrație ale altor țări. Declarația a venit în contextul creșterii numărului de solicitanți de azil veniți din Regatul Unit în Irlanda prin granița irlandeză, ca urmare a planului privind Rwanda. Harris a respins speculațiile din presa britanică conform cărora Irlanda s-ar alătura planului privind Rwanda, subliniind că țara va avea propria sa politică de imigrație. În septembrie 2024, Harris și-a apărat afirmațiile prin care lega fenomenul persoanelor fără adăpost de migrație, susținând că principala cauză a lipsei de adăpost în Dublin era plecarea din sistemul de azil.

### Alegerile generale
La 8 noiembrie 2024, după întoarcerea de la o reuniune a Consiliului European din Ungaria, Harris a solicitat dizolvarea celui de-al 33-lea Dáil, cerere aprobată de președintele Michael D. Higgins. Alegerile generale au fost programate pentru 29 noiembrie. Într-un discurs susținut la sediul guvernului, Harris a declarat: „Acum este momentul potrivit să cerem poporului irlandez un nou mandat” și „dacă îmi acordați încrederea voastră, vă voi da tot ce am mai bun”.
Pe 22 noiembrie, în ultimul weekend al campaniei electorale, Simon Harris a plecat dintr-un schimb de replici tensionat cu Charlotte Fallon, îngrijitoare la Fundația St Joseph, în Kanturk⁠(d), comitatul Cork. Fallon, angajată într-o organizație de tip „secțiunea 39” pentru persoane cu dizabilități, a acuzat guvernul că neglijează îngrijitorii și persoanele cu dizabilități. Harris a respins acuzațiile, ceea ce a dus la o confruntare tensionată și la plecarea sa bruscă după ce Fallon l-a numit „un om rău”. Incidentul, surprins pe video de RTÉ News, a fost criticat de activiști și politicieni din opoziție, care au condamnat atitudinea lui Harris. Fallon a declarat ulterior că s-a simțit „zguduită” și afectată. Harris a sunat-o a doua zi dimineață pentru a-și cere scuze, recunoscând că fusese „dur” și că ar fi trebuit să îi acorde mai mult timp. Vicepreședinta Fine Gael, Helen McEntee, l-a apărat pe Harris, invocând o zi lungă de campanie electorală.
Harris a fost reales în Dáil din primul tur de scrutin. El și-a dat demisia din funcția de Taoiseach în dimineața zilei de 18 decembrie, data primei reuniuni a celui de-al 34-lea Dáil. Harris și ceilalți membri ai guvernului și-au continuat atribuțiile până la numirea succesorilor, pe 23 ianuarie 2025.

### Tánaiste (2025–prezent)
La 23 ianuarie 2025, Harris a fost numit Tánaiste, ministru pentru Afaceri Externe și Comerț și ministru al Apărării în guvernul condus de Micheál Martin, în urma alegerilor generale din 2024.

## Viață personală
În 2017, Simon Harris s-a căsătorit cu Caoimhe Wade, asistentă medicală specializată în cardiologie, la biserica Sf. Patrick din Kilquade⁠(d). Cuplul are o fiică și un fiu. Harris suferă de boala Crohn, dar a declarat că aceasta are un impact redus asupra vieții sale cotidiene.
Este cel mai mare dintre trei frați. Fratele său, care are autism, conduce organizația caritabilă AsIAm, dedicată serviciilor pentru persoanele cu autism, pe care Simon Harris a cofondat-o.
Harris este cunoscut pentru prezența sa activă pe rețelele sociale, în special pe TikTok, fiind poreclit „Taoiseach-ul de pe TikTok”. A utilizat platforma Instagram pentru transmisii în direct în perioada în care a fost ministru al sănătății, în timpul pandemiei de COVID-19, fiind menționat de Irish Examiner ca un exemplu rar în care un ministru guvernamental a răspuns întrebărilor publicului.